# Wałdowo Królewskie
Wałdowo Królewskie – wieś w Polsce, położona w województwie kujawsko-pomorskim, w powiecie bydgoskim, w gminie Dąbrowa Chełmińska. W latach 1975–1998 miejscowość administracyjnie należała do województwa bydgoskiego.

## Położenie
Miejscowość położona jest na historycznej Ziemi Chełmińskiej, rozlokowana na wysoczyźnie morenowej należącej do Pojezierza Chełmińskiego. Z uwagi na rozległy i pofałdowany teren rozróżnia się Wałdowo Królewskie Górne (na północy) i Dolne (na południu).

## Nazwa
Miejscowość występowała w dokumentach pod nazwami:
- 1400, 1438 – Waldaw, Waldow, Wyldow
- 1570 – Waldowo
- 1880 – Wałdowo Królewskie (niem. Koenigliche Waldau)

## Charakterystyka

### Demografia
Według Narodowego Spisu Powszechnego (III 2011 r.) Wałdowo Królewskie liczyło 516 mieszkańców. Jest szóstą co do wielkości miejscowością gminy Dąbrowa Chełmińska.

### Komunikacja
Wieś położona jest 23,5 km od centrum Bydgoszczy. Liczne drogi prowadzą do: Dąbrowy Chełmińskiej (odległość 4,8 km), Boluminka (2,2 km), Bolumina (2,7 km), Czarnowa (14,2 km), Nowego Dworu (3,6 km) oraz nowo powstała droga asfaltowa ze szlakiem rowerowym do Ostromecka (5 km).

### Przyroda i rekreacja
Wałdowo Królewskie od północy i południa otoczone jest kompleksem leśnym o urozmaiconym drzewostanie. Przez Wałdowo dolne przebiega  szlak rowerowy Bydgoszcz-Toruń.

### Dawne cmentarze
Znajduje się tutaj niewielki (pow. 0,12 ha), zadbany i ogrodzony cmentarz ewangelicki, założony w XIX wieku.

## Historia
Najstarsze wiadomości o Wałdowie Królewskim pochodzą z 1279 roku, kiedy władał nim zamożny rycerz, posiadający również okoliczne wsie. W 1418 roku wieś znajdowała się pod zarządem administracyjnym krzyżackiej prokuratorii Pień. Powierzchnia pól uprawnych wynosiła 13 łanów. W 1472 roku król Kazimierz IV Jagiellończyk zapisał Adamowi Ostromeckiemu pewną kwotę od wsi Wałdowo (okręg unisławski). W XVI w. majętności w Wałdowie Królewskim nabył na własność szlachcic Ambroży Wałdowski. W 1570 posiadał on tu i w Boluminku 2 łany i 6 zagród. W 1610 roku dobra wsi Wałdowo nabyły siostry benedyktynki dla ich klasztoru w Chełmnie za 4400 złotych polskich (w tym czasie dzięki posagowi ksieni Magdaleny Mortęskiej, benedyktynki nabyły również m.in. Pień, Janowo, cześć Czarża i Czemlewo).
W XIX wieku wieś zajmowała obszar 264 ha, w tym 211 ha gruntów ornych, 4 ha łąk i 7 ha lasu. W I połowie XIX w. w ramach pruskiej ustawy uwłaszczeniowej dokonano przejęcia dóbr klasztoru benedyktynek, oraz parcelacji gruntów na rzecz chłopów oraz nowych osadników-kolonistów, głównie Niemców. Ewangelicy należeli do parafii ewangelickiej w Ostromecku, a katolicy do parafii w Boluminku. We wsi była karczma, wiatrak, kilku rzemieślników. W 1885 we wsi było 39 domów mieszkalnych, oraz 69 tzw. dymów. Zaludnienie wynosiło 340 osób, w tym 169 katolików i 171 ewangelików. Na miejscu znajdowała się szkoła ewangelicka, natomiast dzieci katolickie uczęszczały do szkoły w Boluminku.
W okresie międzywojennym w Wałdowie Królewskim funkcjonowała czteroklasowa szkoła elementarna, która dawała możliwość zdobycia wykształcenia podstawowego, lecz uniemożliwiała dostęp do szkół wyższego typu. Wzrastało rozdrobnienie gospodarstw, których w 1938 roku było 94.
Urodził się tu Franciszek Ksawery Hanelt  – ksiądz, proboszcz w parafii farnej w Bydgoszczy (1945-1966), kanonik honorowy.

### Izbice
W skład wsi wchodzi dawna wieś i folwark Izbice, od XVI w. należąca do majątku ostromeckiego. Na początku XIX wieku w folwarku pracowało 40 osób, a w części wiejskiej mieszkało 141 osób. Po uchwaleniu pruskiej ustawy uwłaszczeniowej w 1823 roku, chłopi z Izbic przez 17 lat prowadzili spór sądowy z właścicielem Ostromecka Jakubem Marcinem Schoenbornem, który zamierzał zamienić ich w służbę folwarczną. Wyrok sądowy z 5 lipca 1840 roku pozbawił chłopów prawa do ziemi. Odebrane im grunty włączono do folwarku w Nowym Dworze oraz zaprzestano używać nazwy Izbice. W latach 20. XX w. właściciel Ostromecka Joachim von Avensleben rozparcelował resztę gruntów z Izbic na rzecz polskich gospodarzy. Obecnie stanowią one część Wałdowa Królewskiego.